# Zenon Bańkowski
Zenon Emil Bańkowski (ur. 1877 we Lwowie, zm. 1947 w Łodzi) – polski prawnik, sędzia Sądu Najwyższego w II Rzeczypospolitej.

## Życiorys
Urodził się w 1877 we Lwowie. Jego rodzicami byli Seweryn Bańkowski (1845–1928), c.k. urzędnik i Maria z Kopystyńskich (zm. 1912), zaś stryjem Włodzimierz Bańkowski (1851–1940), nauczyciel. Jego rodzeństwem byli Leszek Bańkowski (1879–1940), oficer Wojska Polskiego, ofiara zbrodni katyńskiej i Maria po mężu Maciejowska (1891–1924), powieściopisarka. Rodzina Bańkowskich była pierwotnie wyznania greckokatolickiego, lecz jej przedstawiciele wychowywali się w języku polskim i wspierali polskie działania patriotyczne i niepodległościowe.
Zenon Bańkowski był absolwentem C. K. Gimnazjum im. Franciszka Józefa I we Lwowie. W okresie zaboru austriackiego w ramach autonomii galicyjskiej wstąpił do c. k. służby sądowniczej. W 1903 pracował w C.k. Sądzie powiatowym w Sokalu. Do 1918 był sędzią powiatowym.
W 1919 jako radca i przedstawiciel Związku Sędziów był członkiem zrzeszenia pod nazwą Stowarzyszenie Urzędników i Samorządowców Małopolski Wschodniej „Główny Komitet Pracowników Państwowych”, powołanego w czerwcu 1919 wobec zagrożenia inwazją bolszewicką. W okresie II Rzeczypospolitej był sędzią Sądu Najwyższego. zasiadł w zarządzie głównym Zrzeszenia Sędziów i Prokuratorów Rzeczypospolitej Polskiej jako członek oddziału lwowskiego.
Jego żoną była Olga ze Szwedzickich. Jego dziećmi byli Felicja po mężu Teodorowicz (1912–1933), Janina Olga po mężu Suchocka (1917–1944), zginęła w powstaniu warszawskim, Zbigniew Zenon (1918–2009), oficer Polskich Sił Zbrojnych na Zachodzie.

## Ordery i odznaczenia
- Krzyż Komandorski Orderu Odrodzenia Polski (11 listopada 1937)[11]
- Medal Jubileuszowy Pamiątkowy dla Cywilnych Funkcjonariuszów Państwowych (Austro-Węgry)[7]
- Krzyż Jubileuszowy dla Cywilnych Funkcjonariuszów Państwowych (Austro-Węgry)[7]